# Forcepia psammophila
Forcepia psammophila är en svampdjursart som först beskrevs av Jacqueline Cabioch 1968.  Forcepia psammophila ingår i släktet Forcepia och familjen Coelosphaeridae. Inga underarter finns listade i Catalogue of Life.